# 雨の朝の少女
「雨の朝の少女」（あめのあさのしょうじょ）は、1972年8月10日にシングルが発売されたジャッキー吉川とブルー・コメッツの楽曲である。作詞はなかにし礼、作曲は鈴木邦彦、編曲は青木望による。
前作「希望にみちた二人のために」から6か月後の発売であり、日本コロムビアから発売されたブルー・コメッツの最後のシングルである。
シンプルな8ビートの曲に仕上がっている。
本作も前作に引き続いてオリコンシングルチャートの100位圏内にランクインすることなく、ブルー・コメッツは、このシングルの発売から2か月後の1972年10月に日本コロムビアとの契約を打ち切り、大幅なメンバーチェンジ（＝GSとしてのブルー・コメッツの、実質的な解散）を迎え、GS時代も名実共に幕を下ろした。
なお、2014年6月11日にはミュージックグリッドから12cmMEG-CD（CD-R）シングルとして発売された。
B面（C/W）は「哀愁のパリ」（あいしゅうのパリ）。井上忠夫のボーカルを中核とした楽曲にしてマイナーコードのメロディーを用いた歌謡曲風のスローバラードの楽曲となっている。

## 収録曲
※ 両曲共に作詞:なかにし礼、作曲:鈴木邦彦、編曲:青木望
| #         | タイトル         | 作詞 | 作曲・編曲 | 時間 |
| --------- | ---------------- | ---- | ---------- | ---- |
| 1.        | 「雨の朝の少女」 |      |            | 2:59 |
| 2.        | 「哀愁のパリ」   |      |            | 3:10 |
| 合計時間: | 合計時間:        | 6:09 |            |      |